# Cyphonisia soleata
Cyphonisia soleata är en spindelart som beskrevs av Tord Tamerlan Teodor Thorell 1899. Cyphonisia soleata ingår i släktet Cyphonisia och familjen Barychelidae.
Artens utbredningsområde är Kamerun. Inga underarter finns listade i Catalogue of Life.